# تور جهانی هیستوری
تور جهانی تاریخ (به انگلیسی: HIStory World Tour) نام سومین و آخرین تور بزرگ و جهانی مایکل جکسون هنرمند معروف آمریکایی است. این تور از تاریخ ۷ سپتامبر ۱۹۹۶ آغاز و در تاریخ ۱۵ اکتبر ۱۹۹۷ به پایان رسید. تور جهانی تاریخ شامل ۸۲ کنسرت بزرگ در ۵۸ شهر از ۳۵ کشور جهان بود. جکسون توسط این تور توانست در ۵ قاره‌ی دنیا برای ۴.۵ میلیون تماشاچی نمایش زنده اجرا کند. سود این تور از کل ۸۲ کنسرت ۱۶۵ میلیون دلار برآورد می‌شود.